# 蓬萊米
蓬萊米（ほうらいまい）は、台湾で生産されるコメの品種。当初は日本統治時代の台湾で生産されていた日本種米（ジャポニカ米）、後に日本種米を台湾在来種（インディカ米）と交雑して品種改良の末に生まれた品種を指す語となった。1926年（大正15年）6月14日に台北鉄道ホテルで開かれた大日本米穀大会において、台湾総督の伊澤多喜男により命名された。

## 蓬萊米登場以前の台湾農業
元々、台湾では経済作物としては甘蔗（サトウキビ）があるだけで、台湾在来種のコメ（インディカ米）は台湾人の食料として作られるのみであった。台湾は日本より気温が高く、日照時間も長いことから、日本で植えられている米（ジャポニカ米）を台湾で生産することは困難であった。
日本は近代化により人口が急激に増加し、主食であるコメを自国生産分では賄いきれなくなったため、明治後期より東南アジアなどの海外から当時「南京米」と呼ばれたインディカ米を輸入していたが、インディカ米は日本人の味覚に合わなかった。台湾の在来米は清の時代から小規模ながら大陸に移出されていたが、植民地化後は清との通商が急減。代わって日本との通商が急増したため、経済作物として日本人の味覚に合うコメを生産する必要があった。

## 蓬萊米の品種改良
台湾総督府台中試験場の技手末永仁は、在来米の品種改良中に「稲の老化防止法」を発見し、これをジャポニカ種である日本種に行い、未熟な苗を挿秧（田植え）したところ良い結果を得た。この苗を「若苗」と命名し、技師磯永吉が科学的検証を加えＣ／Ｎ比（窒素率）による「若苗理論」を完成させた。これによって、平地における内地種米の栽培が台湾にて可能になった。この「若苗理論」によって、多くの日本種が栽培され、日本へ移出された。そこで1926年（大正15年）、大日本米穀大会19回台北大会において伊沢総督が、台湾で栽培される日本種米を総称して「蓬莱米」と命名した。
磯永吉が台中農事試験場の場長をしているときに、不可能と言われた在来種と日本種の交配に成功し「嘉南二号」や「嘉南八号」など100余種を育成した。しかし、これによって生み出された品種は食味が良くなく、やがて廃れてゆく。蓬莱米の中で最初に普及した品種は「中村種」であった。しかしイモチ病に冒されたためイモチ病に強い「嘉義晩二号」が植えられる。この品種も食味に問題を持ちやがて末永仁によって1927年（昭和2年）に交配育種に成功した「台中六五号」が固定化されて選抜・奨励され全台湾に植えられるようになる。
かつて、インディカ米の島だった台湾は、末永・磯の努力によってジャポニカ米の島になった。今日、台湾で植えられている米は「蓬莱米」が98パーセントに達している。現在台湾で植えられている米は「台中六五号」の改良種である。

## 蓬萊米がもたらした影響
蓬萊米の誕生で、台湾における水稲二期作栽培が容易になった。元々台湾では老熟種を移植することが慣行であったが、彼らは蓬萊米の若苗を移植することで飛躍的な増収を得ることができたとされる。農家の収益は30パーセント増になった。
蓬萊米作付面積の地域別割合の変化は以下のとおりである。
| 地域                               | 1923年（大正12年） | 1925年（大正14年） |
| ---------------------------------- | ------------------ | ------------------ |
| 北部（台北州・新竹州）             | 2,144甲            | 43,164甲           |
| 中部以南（台中州・台南州・高雄州） | 335甲              | 27,432甲           |
| 東部（華蓮港庁・台東庁）           | 4甲                | 231甲              |

次に蓬萊米と在来種米の生産高のそれぞれの推移は以下のとおりである。
| 種別     | 1922年（大正11年） | 1926年（大正15年） |
| -------- | ------------------ | ------------------ |
| 在来種米 | 4,855,105石        | 4,054,491石        |
| 蓬萊米   | 7,296石            | 1,307,102石        |
| 合計     | 4,862,401石        | 5,361,593石        |

さらに蓬萊米と在来種米の日本への移出高それぞれの推移は以下のとおりである。
| 種別     | 1922年（大正11年） | 1926年（大正15年） |
| -------- | ------------------ | ------------------ |
| 在来種米 | 402,651石          | 475,124石          |
| 蓬萊米   | 1,276石            | 1,041,337石        |
| 合計     | 403,927石          | 1,516,461石        |

このように蓬萊米の生産高の飛躍的増加と内地市場への浸透が見て取れる。他方、蓬萊米は生産量、価格とも在来種よりも高かったため、経済作物として日本に移出され、同じく経済作物であった甘蔗と競合するようになる。水田稲作と蔗作とが農地の取り合いになるという、いわゆる「米糖相克」の問題が生じるようにもなった。

## 蓬萊米の現在
蓬萊米は現在でも台湾における日常食用の主要な食料となっている。2014年は蓬萊米の命名から88年にあたり、同年4月24日には蓬萊米命名の『米寿』を祝うため、台北市内で記念式典が開かれた。